# Σ
Σ, σ, ς （シグマ、希: σίγμα / σῖγμα, 英: sigma、スィグマ）は、ギリシア文字の第18番目の文字。数価は200。現代ギリシア語では、語末形の "ς" を 6を表す "ϛ" （スティグマ）の代用として用いる。ラテンアルファベットの "S"、キリル文字の "С" は、この文字に由来する。

## 歴史
シグマの字形とギリシア・アルファベット上の位置は、フェニキア文字の "𐤔"（シン、）に由来する。

### 語源
「シグマ」という名前は、ある仮説によると、フェニキア文字の「サメク」から来ている。別の説によると、この字の本来の名前は「サン」（現在は別の、今は使われなくなった字を指す名前になっている）であっただろうとし、「シグマ」は、ギリシャ人が新たにつけた名前で「シーという音」を意味するという。動詞 σίζω （シッゾー、*sig-yō、「シーという音を出す」の意）の名詞化に由来する。

### エッシュの大文字
シグマの大文字は、現代においては「エッシュ」の大文字（小文字は ʃ ）として、ラテン文字に再導入されている。

### 三日月形のシグマ

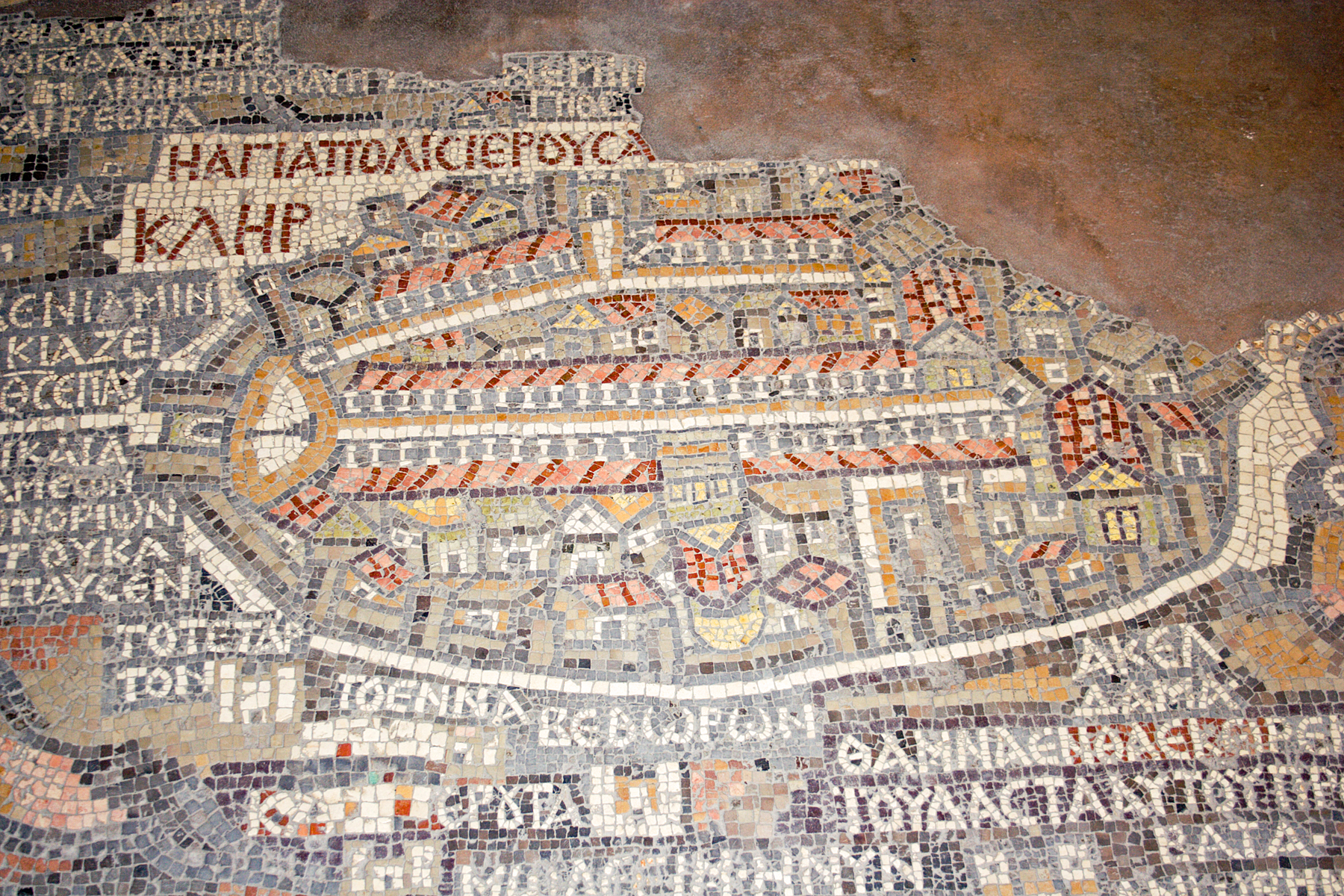
モザイクによる6世紀のマダバ地図では、エルサレム（ΗΑΓΙΑΠΟΛΙΣ、神聖都市）に三日月形のシグマを使う

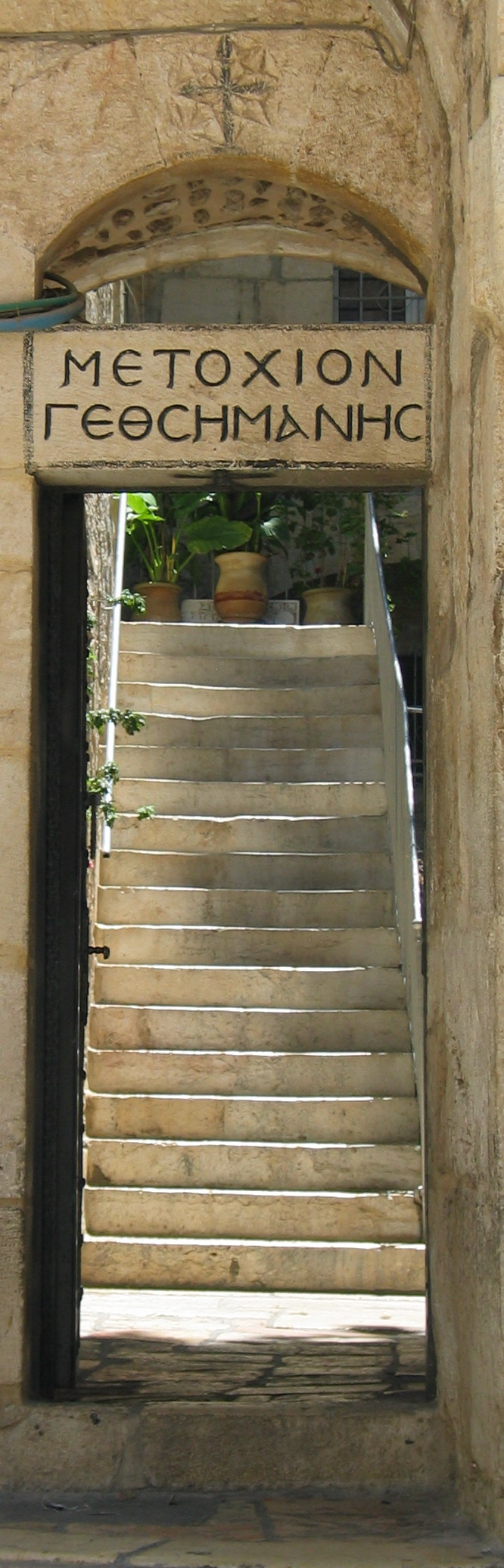
エルサレムにある飾り板にある Μετόχιον Γεθσημανῆς（ゲッセマネのメトヒオン) という語が語中・語末ともに三日月形のシグマを使って記されている

ヘレニズム時代（紀元前4-3世紀）の手書きのギリシャ語では、碑文体の "Σ" は簡易化して "C" に似た形になった。同じ字形は、紀元前4世紀以降の硬貨にも見える。この字形が、古代末期から中世にかけての国際的標準になった。このシグマは三日月に似ているので、現在は「三日月形のシグマ (lunate sigma)」と呼ばれる（大文字 Ϲ、小文字 ϲ）。
現在でも、ギリシャではこの形が装飾目的に広く使われる。特に宗教的・教会においてよく使われ、また古典ギリシャ語のテキストの現代における活字版にも用いられる。キリル文字の "С" (/s/) や、コプト文字の "Ⲥ" (シマ) も三日月形のシグマに由来する。
三日月形のシグマに点を付した字（Ͼ、σίγμα περιεστιγμένον シグマ・ペリエスティグメノン）は、サモトラケのアリスタルコスによって校正記号として使われ、この記号を付した行が正しくない場所にあることを示した。同様に、左右逆のシグマ（Ͻ、ἀντίσιγμα アンティシグマ）も正しくない場所にある行を示すことがあった。アンティシグマに点をつけた字（Ͽ、ἀντίσιγμα περιεστιγμένον アンティシグマ・ペリエスティグメノン）は、その後ろにある行を並べ直す必要があるか、または優先度の明らかでない異読があることを示すことがあった。

## ギリシア語での用法
小文字は、"σ" である。ただし、単語の終わりでは "ς" を用いる。"ς" をファイナルシグマ（希: τελικό σίγμα 英: word-final sigma）と呼ぶ。
音価は /s/、後ろに有声子音(μ, ν)が続く場合は /z/。

## 記号としての用法
大文字の Σ には、下記の用法がある。
- 数学では、数列などの総和を以下のように表す（総和を英語で Summation といい、 ∑ は英字の S に対応する）。
{\displaystyle \sum _{k=m}^{n}a_{k}\equiv a_{m}+a_{m+1}+\cdots +a_{n}}
  - Microsoft Excel などの表計算ソフトでは、合計を計算する関数を示すアイコンの表記に Σ を使用している。
- 物理学では、座標系 (system) を表す記号として用いる。
- 素粒子物理学では、アイソスピンが 1、ストレンジネスが −1 のハイペロン (uus, uds, dds) を表す。

小文字の σ には、下記の用法がある。
- 統計学では、標準偏差を σ で表す。そのとき、σ2 は分散を表す。
- 数学では、
  - 置換を表す記号（τ なども用いる）。
  - 可算和を意味する接頭辞。σコンパクト、σ代数など。
- 物理学では、シュテファン=ボルツマン定数を表す。
- パウリ行列 (数学、物理学)
- σ結合 (化学)
- 材料工学の式では、応力 (stress) を表す。
- 電気工学の式では、電気伝導度を表す。
- 音韻論では、音節を表す。
- 対称操作のひとつである鏡映操作を表現する記号。具体的な使用例は分子対称性を参照。

小文字の ς には、下記の用法がある。
- 数学では、シグモイド関数を表す。

## 符号位置
| 大文字 | Unicode | JIS X 0213 | 文字参照               | 小文字 | Unicode | JIS X 0213 | 文字参照               | 備考                                 |
| ------ | ------- | ---------- | ---------------------- | ------ | ------- | ---------- | ---------------------- | ------------------------------------ |
| Σ      | U+03A3  | 1-6-18     | &Sigma; &#x3A3; &#931; | σ      | U+03C3  | 1-6-50     | &sigma; &#x3C3; &#963; |                                      |
| Ϲ      | U+03F9  | -          | &#x3F9; &#1017;        | ϲ      | U+03F2  | -          | &#x3F2; &#1010;        | 三日月形のシグマ                     |
| Ͻ      | U+03FD  | -          | &#x3FD; &#1021;        | ͻ      | U+037B  | -          | &#x37B; &#891;         | アンティシグマ                       |
| Ͼ      | U+03FE  | -          | &#x3FE; &#1022;        | ͼ      | U+037C  | -          | &#x37C; &#892;         | シグマ・ペリエスティグメノン         |
| Ͽ      | U+03FF  | -          | &#x3FF; &#1023;        | ͽ      | U+037D  | -          | &#x37D; &#893;         | アンティシグマ・ペリエスティグメノン |

| 記号 | Unicode | JIS X 0213 | 文字参照                | 名称                           |
| ---- | ------- | ---------- | ----------------------- | ------------------------------ |
| ς    | U+03C2  | 1-6-57     | &sigmaf; &#x3C2; &#962; | GREEK SMALL LETTER FINAL SIGMA |
| ∑    | U+2211  | -          | &sum; &#x2211; &#8721;  | （数学記号）                   |